# رزیتا پیزانو
رزیتا پیزانو (ایتالیایی: Rosita Pisano؛ ‏۱۵ اکتبر ۱۹۱۹ – ۲۴ دسامبر ۱۹۷۵) بازیگر اهل ایتالیا بود.
از فیلم‌ها یا برنامه‌های تلویزیونی که وی در آن نقش داشته‌است، می‌توان به آنا، بوکاچو، دل‌های شکسته، لیبرا، عشق من و کشور زنگ‌ها اشاره کرد.